# Oued El Aneb
Oued El Aneb (em árabe: وادي العنب) é uma comuna localizada na província de Annaba, no extremo leste da Argélia. Sua população era de 21 088 habitantes, em 2008.